# Melderegister
Das Melderegister ist ein amtliches Verzeichnis, in dem der ständige oder vorübergehende Aufenthalt von Personen erfasst wird, soweit er der Meldepflicht unterliegt.

## Deutschland

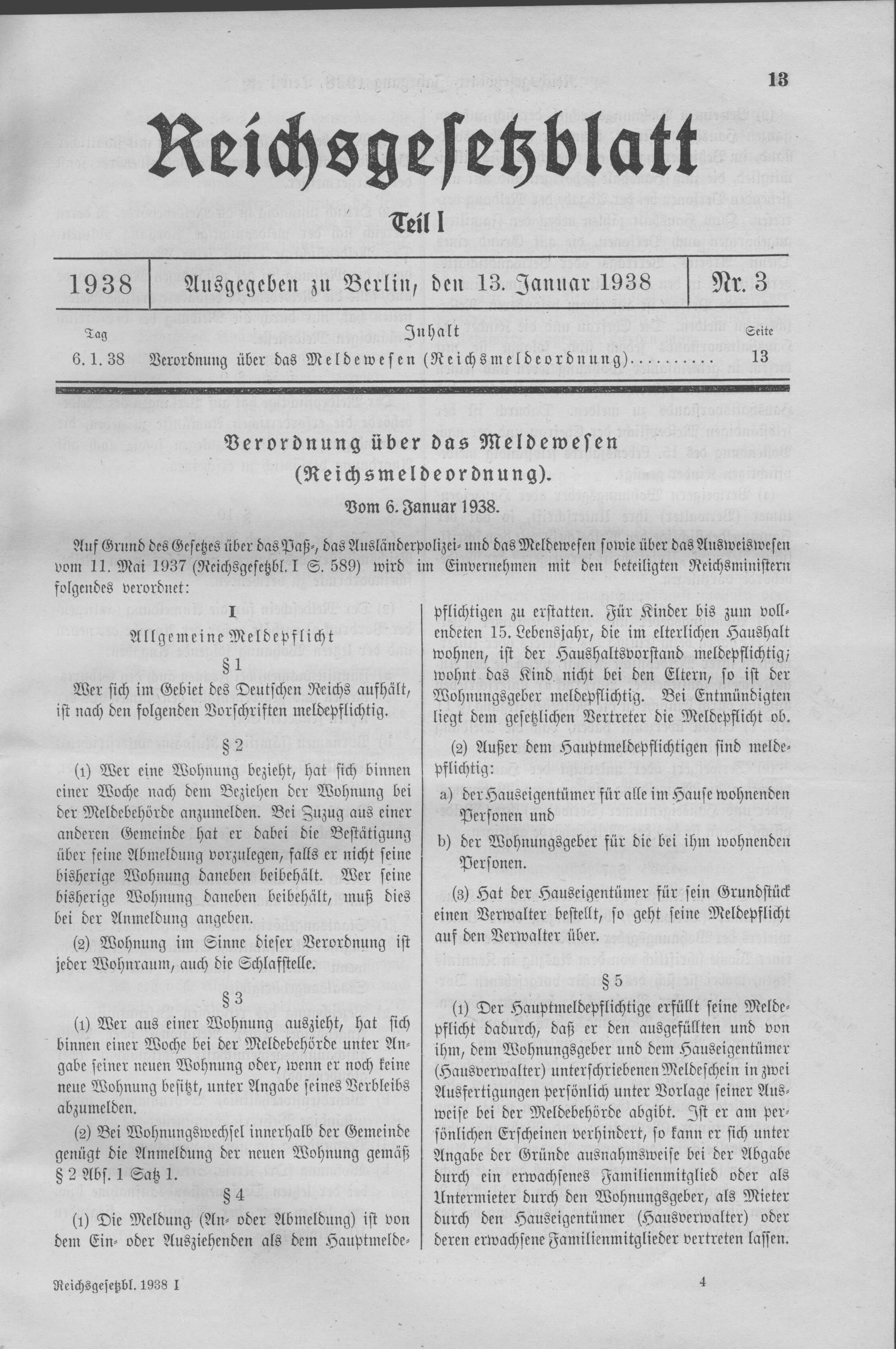
Verordnung über das Meldewesen (Reichsmeldeordnung) vom 6. Januar 1938

### Rechtsrahmen
Die Melderegister werden in Deutschland bei den Gemeinden als öffentliches Register geführt. So können Melderegisterauskünfte, die gebührenpflichtig sind, von jedem über Dritte eingeholt werden. Die Meldebehörden informieren über die Voraussetzungen und die Kosten dieser Auskünfte. Die Kosten werden durch die Verwaltungskostengesetze der Länder bzw. darauf basierende Rechtsverordnungen geregelt. In fast allen Bundesländern ist die Gemeinde selbst die Meldebehörde im rechtlichen Sinn. Derzeit werden die deutschen Melderegister von 5283 Einwohnermeldeämtern verwaltet. Im Rahmen der Föderalismusreform ist 2006 die ausschließliche Gesetzgebung für das Melderecht auf den Bundesgesetzgeber übergegangen. Rechtsgrundlage für Erhebung, Speicherung, Verwendung und Löschung der Daten sind das Bundesmeldegesetz, die Meldegesetze der Länder sowie Rechtsverordnungen.

### Inhalt
Das Melderegister beinhaltet gemäß § 3 Bundesmeldegesetz (BMG) die folgenden Daten:
- Familiennamen, frühere Namen, Vornamen
- Doktorgrad, Ordensnamen, Künstlernamen
- Tag und Ort der Geburt, Geschlecht
- gesetzlicher Vertreter / Eltern von minderjährigen Kindern (Vor- und Familienname, Doktorgrad, Postanschrift, Tag der Geburt, gegebenenfalls Sterbetag)
- Staatsangehörigkeit(en)
- rechtliche Zugehörigkeit zu einer Religionsgemeinschaft
- gegenwärtige und frühere Anschriften, Haupt- und Nebenwohnung, Datum des Ein- und Auszugs
- Familienstand, bei Verheirateten oder Lebenspartnern zusätzlich Tag und Ort der Eheschließung oder der Begründung der Lebenspartnerschaft, Ehegatte oder Lebenspartner (Vor- und Familienname, Doktorgrad, Tag der Geburt, Anschrift, gegebenenfalls Sterbetag), minderjährige Kinder
- Ausstellungsbehörde, Datum und Gültigkeitsdauer des Personalausweises/Passes
- Übermittlungssperren (so etwa bei Gefahr für Leben, Gesundheit oder persönliche Freiheit)
- Sterbetag und -ort
- Tatsache, dass der Betroffene vom Wahlrecht ausgeschlossen ist
- steuerrechtliche Daten
- eventuell die Tatsache, dass Passversagungsgründe vorliegen, ein Pass versagt oder entzogen oder eine Anordnung getroffen worden ist, wonach der Ausweis nicht mehr dazu berechtigt, die Bundesrepublik Deutschland zu verlassen.

### Geschichte

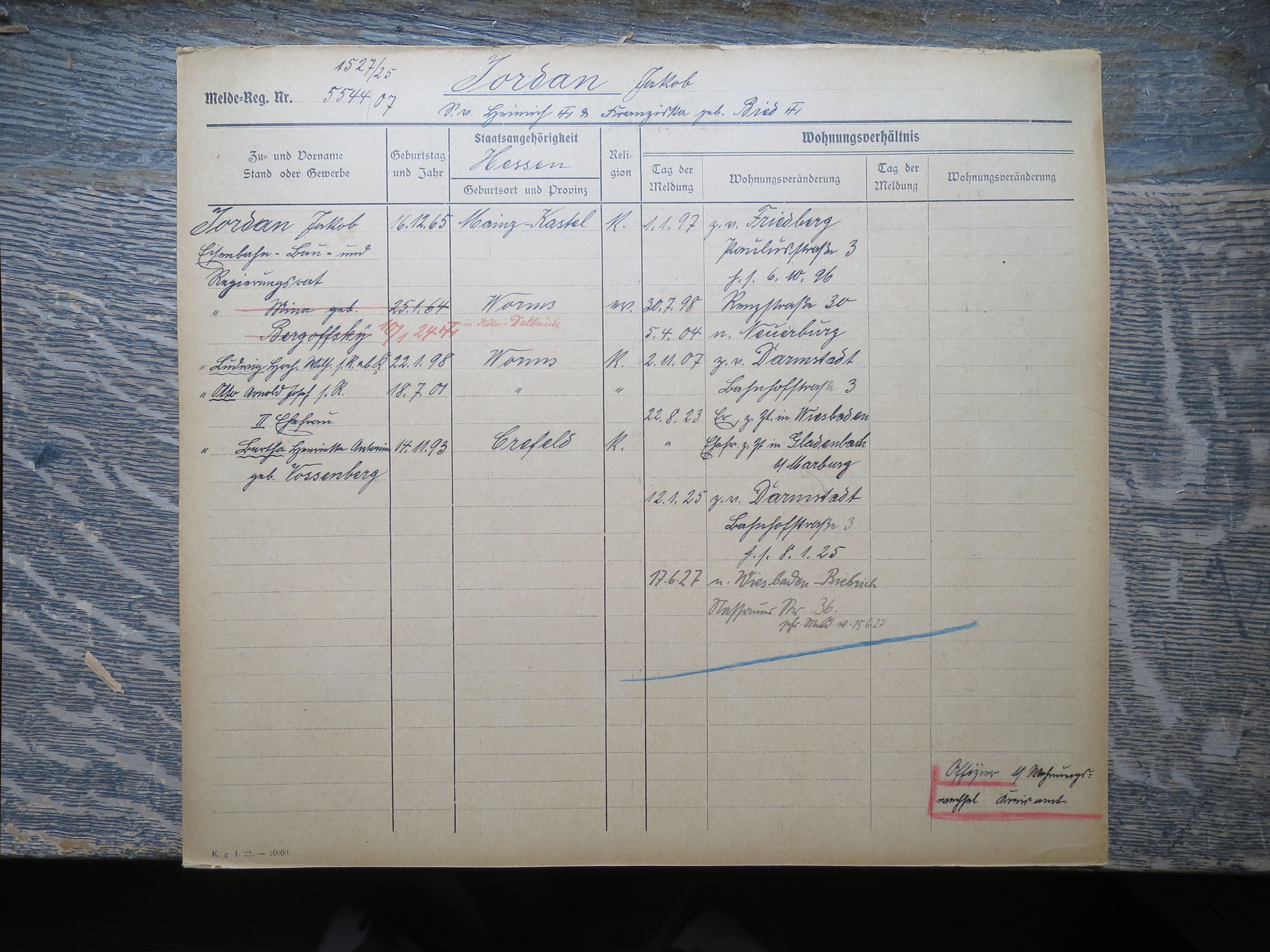
Meldekarte aus Worms, Großherzogtum, später Volksstaat Hessen

Vorläufer des Melderegisters ist das seit dem Tridentinum verpflichtend geführte Kirchenbuch. Im weltlichen Bereich fiel ursprünglich die Gesetzgebungskompetenz für das Meldewesen in den Zuständigkeitsbereich der einzelnen deutschen Bundesstaaten, von denen jeder ein eigenes Meldegesetz oder Melderecht besaß. So galt z. B. im Großherzogtum Hessen das Gesetz die polizeiliche Aufsicht über Zuzüge und Wegzüge betreffend vom 4. Dezember 1874. Die dadurch entstandenen kommunalen Meldekarteien sind – soweit noch vorhanden – heute eine wichtige Quelle historischer Forschung. Erst in der Zeit des Nationalsozialismus wurde am 6. Januar 1938 eine „Reichsmeldeordnung“ erlassen, die das Meldewesen innerhalb des Deutschen Reiches erstmals vereinheitlichte.

## Österreich

Logo des ZMR

Die Meldedaten werden seit 2002 im Zentralen Melderegister (ZMR), einem elektronischen Register des Bundesministerium für Inneres, geführt. Die Datenhoheit liegt bei der örtlichen Meldebehörde. Sie ist ermächtigt, die An- und Abmeldungen aller Personen (Meldezettel) zu erfassen und gibt die Meldeauskunft. Einige, vor allem größere Gemeinden führen parallel dazu noch ein lokales Melderegister (LMR), dessen Daten aber mit dem ZMR abgeglichen werden. Personen, die in Österreich wohnen, haben binnen drei Tagen diesen Wohnsitz der Meldebehörde zu melden. Bei Nichtmeldung macht man sich strafbar. Grundsätzlich kann jede Person bei der Meldebehörde den Hauptwohnsitz einer eindeutig bestimmbaren anderen Person kostenpflichtig erfragen. Bürger können eine Auskunftssperre beantragen, für die Auskunftssperre ist jedoch ein schutzwürdiges Interesse erforderlich.
Meldeauskünfte (für andere Personen) und Meldebestätigungen (für die eigene Person) können online eingeholt werden, sofern man über eine Bürgerkarte oder ID Austria sowie über eine Online-Zahlungsmöglichkeit (Kreditkarte, Online-Banking) verfügt und sich ab März 2002 in der Gemeinde angemeldet hat.
Alle Meldedaten von Personen, die schon vorher an ihrem Wohnsitz gemeldet waren, sind auch 20 Jahre später noch nicht mit dem Melderegister abgeglichen. Die Online-Abfrage von Meldeauskunft und Meldebestätigung ist daher nur für Anmeldungen möglich, die seit März 2002 gemacht wurden (Stand Sept. 2022!).

### Inhalt
Die Daten umfassen:
- Name, Geburtsname, Geschlecht, Geburtsdaten (Datum, Ort mit Bundesland wenn im Inland gelegen bzw. mit Staat, wenn im Ausland gelegen)
- Melderegisterzahl (ZMR-Zahl) und die Staatsangehörigkeit(en)
- bei Nichtösterreichern überdies Art, Nummer, Ausstellungsdatum und Ausstellungsbehörde mit Staat des Reisedokumentes
- Postanschrift des Wohnsitzes: Straße/Hausnummer/Stiege/Tür, Postleitzahl, Gemeinde mit Bundesland
- Datum der An- bzw. Abmeldung, Name des Unterkunftgebers (i. d. R. der Vermieter oder der Hauptmieter), Zuzugs- und Verzugsdaten
- Familienstand[10]

### Geschichte
Eine generelle Vorschrift über das Meldewesen wurde erstmals mit der Ministerialverordnung vom 15. Februar 1857 RGBl. Nr. 33, erlassen.
Im Jahr 2002 wurde das Zentrale Melderegister eingerichtet. Im Jahr 2006 wurde das Standarddokumentenregister im ZMR eingebettet. Es werden in diesem Register die Daten von Geburtsurkunde, Staatsbürgerschaftsnachweis, Heiratsurkunde und Sterbeurkunde erfasst. Dies soll den Behörden und Bürgern – im Sinne des OneStopShop-Prinzips im E-Government – Behördenprozesse verkürzen und vereinfachen.
Seit 1. November 2014 ist das Zentrale Personenstandsregister (ZPR) und Zentrale Staatsbürgerschaftsregister (ZSR) in Kraft.

## Schweiz
In der Schweiz nennt sich die zuständige Stelle für die Einwohnerkontrolle Einwohneramt oder Personenmeldeamt. Neben dem Nachweis einer Wohnsitzbescheinigung für die Stadtverwaltungen ist sie zudem für die Entgegennahme von Anträgen für die Schweizer Identitätskarte zuständig und stellt Bescheinigungen aus. Sie nimmt verschiedene Gesuche im Zusammenhang mit der fremdenpolizeilichen Regelung des Aufenthalts ausländischer Personen entgegen, prüft diese und leitet sie an das Kantonale Migrationsamt weiter.
Gemäß der Gemeindegesetze der Kantone ist ein Zuzug, Umzug oder Wegzug der Einwohnerkontrolle innerhalb 8 bis 14 Tagen zu melden. Am Onlineschalter (nicht in jedem Kanton verfügbar) besteht die Möglichkeit von einem internetfähigen Computer zum Beispiel einen Heimatausweis zu bestellen oder eine Adressauskunft zu verlangen.

## Liechtenstein
In Liechtenstein gibt es zweierlei Meldepflichten.
- für Liechtensteiner Staatsbürger: Das Liechtensteiner Einwohnermeldesystem verlangt grundsätzlich die Meldung an die Einwohnerkontrolle der jeweiligen Gemeinde sowohl beim Zuzug als auch beim Wegzug.

Zuständig sind die jeweiligen Behörden in den Gemeinden: Balzers – Mäls, Eschen – Nendeln, Gamprin – Bendern, Mauren – Schaanwald, Planken, Ruggell, Schaan, Schellenberg, Triesen, Triesenberg – Steg – Malbun, Vaduz
- für ausländische Staatsbürger: Das Liechtensteiner Rechtssystem sieht für nahezu alle Wohn- und Einkommenskonstellationen hinsichtlich ausländischer Personen entweder Melde- oder Bewilligungsverfahren vor. Auch bei einem Umzug innerhalb Liechtensteins müssen Ausländer zusätzlich ihre Aufenthaltsbewilligung anpassen lassen.

## Andere europäische Staaten

### Bosnien und Herzegowina
In Bosnien und Herzegowina existiert ein Meldesystem. Die Meldedaten werden bei den jeweiligen Innenministerien der beiden Entitäten Föderation Bosnien und Herzegowina und der Serbischen Republik geführt.

### Dänemark
Alle Einwohner Dänemarks sind im Zentralen Personenregister (CPR), genannt folkeregister, registriert. Dort erhält jeder eine eigene CPR-Nummer. Bei einem Aufenthalt von länger als drei Monaten ist für deutsche Staatsangehörige eine Aufenthaltsgenehmigung erforderlich. Daneben ist die Anmeldung beim zuständigen Einwohnermeldeamt (folkeregister) am Wohnsitz nötig.

### Frankreich
In Frankreich gibt es kein mit dem deutschen vergleichbares Meldewesen. Es gibt weder eine Meldepflicht noch ein Melderegister. Die Wohnadresse gehört zu den persönlichen Daten einer Person und ist daher nicht öffentlich einsehbar. Auf dem Personalausweis (Carte d'Identité) wird zwar eine Wohnadresse angegeben, diese muss der Bürger allerdings lediglich anhand einer Strom- oder Telefonrechnung oder ähnlicher Unterlagen nachweisen. Nach einem Umzug ist keine Änderung der Adresse im Ausweis notwendig, weshalb im alltäglichen Bereich zumeist ebenfalls diverse Rechnungen als Adressnachweis dienen. Mit dem „Certificat de Residence“ gibt es einen Wohnsitznachweis inklusive Adresse, den die örtliche Präfektur ausstellt.
Darüber hinaus hat jeder Einwohner in Frankreich eine persönliche INSEE Registriernummer, die im Sinne einer Sozialversicherungsnummer bei vielen Gelegenheiten benötigt wird, und die im nationalen Identifikationsregister vermerkt ist (Numéro d'inscription au répertoire national d'identification des personnes, NIR). Dort verzeichnet sind allerdings nur Name, Geschlecht, Geburtstag, Geburtsort und Geburtshoheit (Acte de naissance).

### Finnland
In Finnland existiert ein zentrales Bevölkerungsregister. Jeder Bürger hat eine eindeutige Kennung (Henkilötunnus), die mit dem Geburtsdatum anfängt und mit einer vierstelligen Ziffern- oder Buchstabenkombination endet. Alle Vorgänge, die eine Identifikation der Person voraussetzen, erfordern verbindlich dieses Personenkennzeichen. Es ist auf allen amtlichen Ausweisen vermerkt. Alle Daten einer Person sind ihrem Personenkennzeichen als Index eindeutig zugeordnet. Ein Identitätsdiebstahl ist daher vom Prinzip her fast unmöglich.

### Großbritannien
In Großbritannien gibt es kein dem deutschen ähnliches Meldewesen mit Einwohnermeldeämtern. In gewisser Weise übernimmt das Wahlregister die Funktion eines Melderegisters, auch wenn keine Meldepflicht besteht. Nach den Plänen der Labour-Regierung sollte 2008 – zunächst allerdings auf freiwilliger Basis – mit der Ausgabe von Personalausweisen begonnen werden. Unmittelbar nach der Parlamentswahl im Mai 2010 entschied die neue Conservative-Liberal Democrat-Regierung, die in der Bevölkerung sehr unbeliebte Einführung zu stoppen und die Abschaffung von Personalausweisen bekannt zu geben.

### Island
In Island existiert ein zentrales Melderegister.

### Italien
In Italien existiert seit 2017 ein zentrales elektronisches Melderegister mit der Bezeichnung Anagrafe Nazionale della Popolazione Residente (ANPR), das vom Innenministerium geführt und von den Kommunen auf der Grundlage der Meldepflicht aktualisiert wird. Im ANPR sind die kommunalen Melderegister aufgegangen und auch das Register für im Ausland lebende italienische Staatsbürger (AIRE).

### Niederlande
In den Niederlanden gibt es ein zentrales Einwohnermelderegister BRP (Basisregistratie Personen). Jeder Einwohner in den Niederlanden ist verpflichtet, sich bei Gemeinden zu melden und eine Adresse anzugeben.

### Norwegen
Daten über sich in Norwegen dauerhaft, das heißt länger als drei Monate, aufhaltende Personen werden im zentralen Einwohnermelderegister (folkeregisteret) gespeichert.

### Portugal
In Portugal existiert eine Anmeldepflicht (Serviço de Estrangeiros e Fronteiras).

### Polen
In Polen besteht eine gesetzliche Meldepflicht. Alle Meldedaten werden in einem zentralen Melderegister in Warschau gespeichert. Außerdem erhält jeder polnische Staatsbürger eine PESEL Nummer. Diese befindet sich auf der Rückseite des Personalausweises.

### Russland
In der russischen Föderation gibt es lokale Melderegister, getrennt für Bürger und Ausländer oder Staatenlose. Diese werden vom Bundesmigrationsdienst FMS (Федеральная миграционная служба) betrieben, der auch Aufenthaltsgenehmigungen ausstellt. Ohne eine gültige Ummeldung sind viele andere Dienste des Kreises nicht nutzbar. Eine Ummeldung des Wohnsitzes ist innerhalb von sieben Tagen zu melden. Bürger müssen einen zeitweiligen Aufenthaltsort nach spätestens 90 Tagen anzeigen, für Ausländer und Staatlose ist eine zeitweilige Unterbringung durch den Gastgeber innerhalb von 7 Tagen anzuzeigen.

### Schweden
In Schweden existiert ein Bevölkerungsregister (SPAR, Statens personadressregister) bei der Steuerbehörde Skatteverket, in dem die schwedische Personennummer geführt wird. Sie besteht aus zehn Ziffern: Die ersten sechs stehen für das Geburtsdatum. Es folgt eine dreistellige Geburtsnummer, die früher auch etwas über die Geburtsregion aussagte. Die zehnte Ziffer ist eine Kontrollziffer, die mathematisch die Echtheit der Nummer codiert. Fast alle größeren Unternehmen wie Banken, Telefongesellschaften, Energieversorger etc. haben einen automatisierten Datenzugriff auf die Adressdaten dieses Registers. Daher muss in Schweden eine Adressänderung (beispielsweise nach Umzug) in der Regel nur bei Skatteverket mitgeteilt werden, die Daten aller angeschlossenen Unternehmen werden dann automatisch aktualisiert. Dies stellt zwar einerseits eine erhebliche Erleichterung für die Bürger dar, die ihre neue Anschrift dann zumeist nur noch im privaten Bereich mitteilen müssen, andererseits wirft es datenschutzrechtliche Bedenken auf („gläserner Bürger“).

### Tschechische Republik
In der Tschechischen Republik sind im Einwohnerregister (registr obyvatel, kurz ROB) sämtliche Staatsbürger der tschechischen Republik, Ausländer mit Bewilligung zum längerfristigen oder dauerhaften Aufenthalt in der Tschechischen Republik, sowie Personen mit tschechischer Asylberechtigung eingetragen. Zu jeder Person sind Nachname, Vorname, Adresse des gewöhnlichen Aufenthaltsortes, Geburtsdatum und -ort, Staatsangehörigkeit/-en, Nummern der gültigen inländischen maschinenlesbaren Personalausweise und Reisedokumente, sowie ggf. Korrespondenzadresse und Todesdatum/-ort angegeben.

### Ungarn
In Ungarn existiert ein zentrales Bevölkerungsregister, Központi Adatfeldolgozó, Nyilvántartó és Választási Hivatal, Igazgatási és Felügyeleti Föösztály in Budapest, in dem alle Bewohner Ungarns registriert werden: Die ungarischen Staatsangehörigen tun dies beim zuständigen Bürgermeisteramt, für die ausländischen Staatsangehörigen erfolgt eine Registrierung durch die Fremdenpolizei (vergleichbar mit der deutschen Ausländerbehörde), die auch die Aufenthaltsgenehmigung erteilt.

## Staaten außerhalb Europas

### Australien
In Australien existiert keine Meldepflicht. Jedoch enthalten die von den Bundesstaaten und Territorien ausgestellten Führerscheine eine Adresse. Zusätzlich ist es möglich, eine sogenannte Photo ID zu beantragen, wenn der Inhaber keine Fahrerlaubnis besitzt oder diese Art der Identifikation zusätzlich zum Führerschein erhalten möchte. Der Besitz eines solchen Ausweises ist allerdings nicht verpflichtend. Alternative Möglichkeiten, die Wohnadresse bei staatlichen Stellen oder Unternehmen zu belegen, stellt beispielsweise eine Strom- oder Gasrechnung dar, welche die Adresse enthält. Ebenso ist die Vorlage eines Mietvertrages möglich. Da Steuererklärungen in Australien für die meisten Bürger und Ausländer verpflichtend sind, werden Adressdaten ebenfalls beim Australian Tax Office (ATO) hinterlegt.

### China
Das Hukou ist eigentlich ein Familienregister.

### Japan
In Japan gibt es ein Familienregister Koseki und ein Personenregister Juminhyo. Ausländer müssen sich innerhalb von 90 Tagen registrieren, ihre Meldedaten wurden bis zum 9. Juli 2012 in einem eigenen Fremdenregister verwaltet. An diesem Tag wurde das Fremdenregister abgeschafft und registrierte Ausländer werden seitdem zusammen mit den japanischen Staatsangehörigen im selben Personenregister geführt.
Das japanische Einwohnerregistrierungssystem „Juki Net“ hat im August 2003 seinen Betrieb aufgenommen. Es werden Name, Geburtsdatum, Geschlecht und Adresse eines jeden Bürgers zusammen mit Aufzeichnungen über etwaige Änderungen in einer staatlichen Datenbank gespeichert und können über einen elfstelligen persönlichen Code von den teilnehmenden Verwaltungen abgefragt werden. Vom neuen System erhofft sich die japanische Regierung Effizienzsteigerungen im öffentlichen Dienst und Vereinfachungen bei 264 administrativen Prozessen, was vor allem den Bürgern zugutekommen werde. Durch den Gebrauch der ID-Nummer sollen sich viele Behördenwege deutlich verkürzen.

### Neuseeland
In Neuseeland existiert keine Ausweis- und Meldepflicht. Wahlberechtigte, dazu gehören Ausländer mit dauerhafter Aufenthaltsgenehmigung (permanent residents), müssen sich jedoch in das Wählerverzeichnis eintragen lassen.

### Südkorea
In Südkorea erhält jeder Einwohner eine Einwohnernummer (Korean: 주민등록번호, Hanja: 住民登錄番號), die auf den Ausweisen vermerkt ist. Sie besteht aus 13 Stellen und wird bei vielen administrativen Gelegenheiten benötigt, etwa für Bankgeschäfte oder im Arbeitsrecht. Ausländer erhalten eine Ausländernummer vom örtlichen Meldeamt zugewiesen.

### USA
In den USA besteht keine Meldepflicht, Meldeämter im engeren Sinne gibt es deshalb nicht. Wer an Wahlen teilnehmen will, muss sich zuvor selbst um die Eintragung in das örtliche Wählerverzeichnis bemühen; dieses darf dann aber nur zur Durchführung der Wahlen und zur Besetzung von Geschworenengerichten verwendet werden.
Allerdings müssen die von den US-Bundesstaaten ausgestellten Führerscheine grundsätzlich u. a. die aktuelle Adresse des Inhabers enthalten. Diese wird zusätzlich bei den zuständigen Behörden des jeweiligen Bundesstaates zentral gespeichert. Der Inhaber ist in der Regel verpflichtet, Änderungen innerhalb kurzer Fristen den zuständigen Stellen mitzuteilen – in Kalifornien innerhalb von 10 Tagen. Über die entsprechenden Register können daher über Führerscheininhaber Auskünfte ähnlich einer Melderegisterauskunft in Deutschland eingeholt werden.
Der Führerschein wird in den USA als Standarddokument zur Überprüfung von Identität und aktueller Adresse regelmäßig gefordert und anerkannt. Daher müssen Personen, die nur sehr selten oder nie ein Kraftfahrzeug führen, ihre Daten in der Regel aktuell halten. Vor dem Hintergrund dieser Situation, die dazu führt, dass praktisch jeder Bürger in den USA auf einen Führerschein angewiesen ist, wird häufig argumentiert, dass es daher de facto sehr wohl eine Art Meldepflicht gäbe. Dazu ist allerdings anzumerken, dass ein Führerschein dennoch natürlich nicht wirklich verpflichtend ist, man also jederzeit die Möglichkeit hat, sich dieser Form von Registrierung bewusst zu entziehen, um beispielsweise die sichere Feststellung der persönlichen Identität zu erschweren. Alle Staaten müssen für Nicht-Kraftfahrer, die dies wünschen, ein dem Führerschein entsprechendes, nur eben keine Fahrerlaubnis beinhaltendes Dokument ausstellen; der Besitz oder das Mitführen eines solchen „Nichtführer-Scheins“ (engl. ‚Nondriver's License‘) sind aber ebenfalls nicht verpflichtend. Zudem besteht die Möglichkeit, mehrere Führerscheine aus verschiedenen Bundesstaaten zu besitzen.
Bei der alle 10 Jahre stattfindenden Volkszählung ist der Wohnsitz anzugeben. Er dient unter anderem dem Zuschnitt von Wahlkreisen für das Repräsentantenhaus der Vereinigten Staaten.
Bestimmte Bevölkerungsgruppen unterliegen aber einer Meldepflicht und die entsprechenden Behörden führen ein Personenregister über diese Gruppen:
- Ausländer haben sich bei einem längerfristigen Aufenthalt in den Vereinigten Staaten bei der Einwanderungsbehörde (englisch United States Citizenship and Immigration Services) zu registrieren.
- Männliche Staatsbürger und Ausländer mit längerfristem Aufenthaltstitel unterliegen im Alter vom 18. bis zum 25. Lebensjahr der Wehrüberwachung durch die zentrale Erfassungsbehörde (englisch Selective Service System).
- Reservisten gegenüber der Personaldienststelle der Reservekomponente der Streitkräfte oder der Nationalgarde.

## Registergestützte Volkszählung
In der Europäischen Union ist zur europaweiten Volkszählung auch die registergestützte Volkszählung erlaubt, bei der die persönlichen Informationen der ständig aktualisierten Melderegister verwendet werden, verbunden mit einer statistischen Korrektur durch eine kleine Volkszählung, deren persönlichen Fragen auf deutlich kleinerem Umfang erhoben werden. Im Jahr 1981 hat Dänemark erstmals auf die registergestützte Volkszählung umgestellt, für die Volkszählung in der Europäischen Union 2011 stellten unter anderem Deutschland und Österreich auf das „registergestützte“ Modell um.